# Maria Fortuna
Maria Fortuna, nota come Isidea Egirena (1742 – Livorno, 1807) è stata una poetessa italiana.

## Biografia
Ci sono opinioni discordanti sul luogo di nascita di Maria Fortuna, avvenuta circa nel 1742: Pisa o Cortona. Nel 1768, in seguito al trasferimento del padre per motivi di lavoro, si trasferì a Siena con tutta la famiglia, dove aprì un salotto frequentato da noti intellettuali. Entrata nell'Arcadia, pubblicò tragedie classiche come "Zaffira" (1771) e "Saffo" (1774). Nel saggio del 1781, "Riflessioni sull'abuso della poesia", esprimeva preoccupazioni sulla decadenza della poesia italiana. La sua posizione anticlassica si riflette nelle opere e nella corrispondenza con Metastasio, Gozzi e Casanova, contribuendo al dibattito culturale del XVIII secolo. Pubblicò "Rime" nel 1784, mantenendo un ruolo significativo nella scena letteraria italiana.
Una lettera del poeta Pietro Metastasio inviata a Maria Fortuna è conservata nella raccolta "Opere postume date alla luce dall'Abate Conte d'Ayala" (Volume 3, pp 147-148).

## Pubblicazioni
- (IT) Maria Fortuna, Saffo, tragedia di Maria Fortuna negli arcadi Isidéa Egiréna, ec., Livorno, Nella stamperia di Gio. G. Falorni, 1776.